# Ed Janssen
Petrus Johannes Hermanus (Ed) Janssen (Meijel, 8 januari 1971) is een voormalig Nederlands voetbalscheidsrechter.
Janssen stond op de senior-lijst (de hoogste categorie voor scheidsrechters) van de Koninklijke Nederlandse Voetbalbond. In 2003 floot hij zijn eerste wedstrijd in het Nederlands betaald voetbal; dit was een wedstrijd in de Eerste divisie tussen Cambuur en Excelsior, uitslag 0-2. In 2005 maakte hij zijn debuut in de Eredivisie, in een wedstrijd tussen N.E.C. en RBC Roosendaal. Deze wedstrijd eindigde in een 3-1 overwinning voor de thuisclub. Hij was tevens regelmatig actief als vierde, vijfde of zesde official bij Champions League- en Europa League-wedstrijden. Janssen heeft zelf gevoetbald bij RKMSV en in de jeugd van VVV Venlo. Om deze reden kreeg hij ook geen wedstrijden toegewezen van de club uit Venlo.
Janssen trad in juli 2004 in dienst bij de KNVB. Hij heeft daarnaast een leidinggevende functie bij een taxibedrijf in Venray. 
Op 9 mei 2018 sloot hij zijn scheidsrechtersloopbaan in de Eredivisie af in Heerenveen bij de wedstrijd tussen sc Heerenveen en FC Utrecht in het kader van de play-offs voor Europees voetbal. In zijn carrière leidde hij 426 wedstrijden, waarin hij 1100 keer de gele kaart toonde.